# Walldorf (Badenia-Wirtembergia)
Walldorf – miasto w Niemczech, w kraju związkowym Badenia-Wirtembergia, w rejencji Karlsruhe, w regionie Rhein-Neckar, w powiecie Rhein-Neckar-Kreis.
Leży ok. 15 km na południe od Heidelbergu, przy autostradzie A5, drogach krajowych B3, B39, B291 i linii kolejowej Mannheim–Karlsruhe.
W Walldorf mieści się siedziba i główne centrum operacyjne przedsiębiorstwa informatycznego SAP SE.

## Współpraca
Miejscowości partnerskie:
- Astoria, Stany Zjednoczone
- Freeport, Stany Zjednoczone
- Kırklareli, Turcja
- Saint-Max, Francja
- Waldorf, Stany Zjednoczone
- Walldorf, Turyngia